# Đảng Cộng sản Pakistan (1947)
Đảng Cộng sản Pakistan (viết tắt: PCP từ Pakistan Communist Party) là một bộ phận tách ra từ Đảng Cộng sản Ấn Độ và tồn tại ngắn ngủi chỉ 3 tuần lễ trong mùa hè năm 1947. Đảng được thành lập bởi Teja Singh Swatantar và Fazal Elahi Qurban. Đảng này có một bộ chính trị lâm thời bao gồm Swatantar, Qurban và Dutt.

## Nền tảng và sự thành lập
Sự phân chia của PCP thể hiện thái độ không hài lòng với sự thay đổi của ranh giới chính trị mới giữa Pakistan và Ấn Độ và các bất đồng trong nội bộ Đảng Cộng sản Ấn Độ. Năm 1942, Đảng Cộng sản Ấn Độ (CPI) đã đáp ứng yêu sách của thành viên cộng sản Pakistan, chấp nhận lập trường ủng hộ quan niệm về quyền tự quyết của hai nhà nước. Đến năm 1947, biên giới được phục hồi và nhu cầu của người Hồi giáo đối với Pakistan hiện được coi là một phong trào phản động trong quan điểm của Đảng Cộng sản Ấn Độ. Swatantar và Qurban đấu tranh chính trị nhằm để lãnh đạo Đảng Cộng sản Ấn Độ để chấp thuận cho quyền tự quyết của các quốc tịch. Những người sáng lập của Đảng Cộng Pakistan cũng phản đối tuyên bố ranh giới mới của Đảng Cộng sản Ấn Độ trên vùng Kashmir đang tranh chấp.
Sự thành lập của PCP không chỉ liên quan đến những bất đồng về vấn đề tự quyết quốc gia của Pakistan và Hồi giáo đối với phần còn lại của Ấn Độ. Nó cũng đại diện cho một cuộc nổi dậy của các nhà cách mạng Kirti - Ghadar cũ chống lại hệ thống phân cấp của Đảng Cộng sản Ấn Độ. Vào ngày 22 tháng 6, hai nhà lãnh đạo Đảng Cộng sản Ấn Độ trung ương (Ajoy Ghosh và BT Ranadive) đã đến Punjab, được cho là để ủng hộ Swatantar làm Bí thư Tỉnh ủy. Vài tuần sau, vào ngày 16 tháng 7 năm 1947, sự thành lập của PCP đã được tuyên bố trong các lá thư gửi tới 40 đảng cộng sản trên khắp thế giới. Việc phân chia PCP đã ảnh hưởng nghiêm trọng đến CPI tại Punjab vào thời điểm đó.
Ban lãnh đạo CPI đã chống đối mạnh mẽ với sự hình thành của PCP. Vào ngày 18 tháng 7 năm 1947, một lá thư đã được gửi đến tất cả các Ủy ban của Đảng tại Bang Punjab, hướng dẫn họ từ chối PCP. Bản thân Ghosh đã đến thăm các khu vực phía tây của bang Punjab, cố gắng can ngăn các chi nhánh đảng địa phương đứng về phía PCP. Tuy nhiên, người ta đã hiểu rằng hơn một nửa trong số 2.293 thành viên CPI ở Punjab đã ủng hộ PCP. PCP chủ yếu có trụ sở ở miền tây Punjab. PCP đã kêu gọi các chi nhánh CPI ở Tỉnh biên giới Tây Bắc, tại Sindh và Baluchistan tham gia đảng mới. Ở Sindh, nhóm xung quanh Qadir Baksh Nizamani đã hỗ trợ PCP.

## Chấm dứt
Tuy nhiên, vào thời điểm PCP được thành lập, Punjab đã bị nhấn chìm trong tình trạng bạo lực lan rộng vào thời gian trước khi Phân chia Ấn Độ. Khi bạo loạn hoành hành, hầu hết các cán bộ cộng sản Sikh và Ấn Độ giáo ở các quận phía tây của bang Punjab đã rời Ấn Độ. Cuộc di cư này đã khiến phong trào cộng sản trên bờ vực sụp đổ ở những vùng đất sẽ sớm hình thành Tây Pakistan. PCP do các lãnh đạo chủ yếu là người Sikh cuối cùng đã nhanh chóng giải thể.